# 基尼 (夏威夷州)
基尼（英語：Keanae）是位於美國夏威夷州茂宜縣的一個非建制地區。該地的面積和人口皆未知。

## 地理
基尼的座標為20°51′07″N 156°08′17″W / 20.85194°N 156.13806°W，而該地的平均海拔高度為52米（即171英尺）。